# Peter Gloystein

Peter Gloystein

Peter Gloystein  (* 25. November 1945 in Bremen) ist ein Bankmanager, Politiker und Unternehmensberater (2002–2023) im Finanz- und Kulturbereich. Als Banker war er hauptsächlich für die Commerzbank und von 2000 bis 2002 als Vorstandssprecher bei der BHF-Bank in Frankfurt tätig. Er gehörte von September 2004 bis zu seinem Rücktritt wegen der „Sektaffäre“ im Mai 2005 als Bürgermeister und Senator für Wirtschaft und Häfen sowie Senator für Kultur dem Senat der Freien Hansestadt Bremen an. Danach war Peter Gloystein bis 2023 als Unternehmensberater in den Bereichen Finanzen und Kultur tätig. Derzeit hat er mehrere ehrenamtliche Mandate im sozialen und kulturellem Bereich inne.

## Biografie

### Ausbildung, Beruf, Familie
Gloystein studierte nach dem Abitur und einer Ausbildung zum Reserveoffizier an der Universität Hamburg Betriebswirtschaft und wurde 1977 mit der Dissertation Die Förderung der industriellen Umstrukturierung durch die Finanzierungsinstrumente der Europäischen Gemeinschaft (Buch: Finanzierung des industriellen Strukturwandels durch die EG, 1978) zum Dr. rer. pol promoviert.
Von 1971 bis 1975 arbeitete er als wissenschaftlicher Referent im HWWA-Institut für Wirtschaftsforschung in Hamburg. Danach wechselte er zur WestLB in den Bereich Investmentbanking. Von 1981 bis 1999 war er bei der Commerzbank AG beschäftigt. Zuerst leitete er den Bereich Finanzplanung der zentralen Abteilung Koordination und Planung in Frankfurt. Ab 1986 wechselte er in die Filiale Stuttgart. 1990 wurde er als stellvertretendes Mitglied in den Vorstand berufen, ein Jahr später war er ordentliches Mitglied des Vorstandes der Commerzbank AG. 1999 wurde Gloystein zum ordentlichen Mitglied des Vorstandes der BHF-BANK, gleichzeitig Mitglied des Executive Committee Europe, ING Group, Amsterdam, bestellt. 2000 wurde er Sprecher des Vorstandes der BHF-Bank mit den unmittelbar zugeordneten Ressorts Controlling, Kreditrisiko-Management, Recht, Revision, Unternehmenskommunikation.
Er schied 2002 auf eigenen Wunsch aus BHF und ING wegen Differenzen über den weiteren Ausbau des deutschen Geschäfts aus.
Ende der 1990er Jahre war Gloystein Mitglied des Vorstands des Europäischen Bankenverbandes und deutsches Mitglied der Maas-Kommission, die von der Europäischen Kommission zur technischen Vorbereitung der Europäischen Währungsunion eingesetzt wurde.
Gloystein ist verwitwet und hat zwei Kinder.

### Politik
Im August 2004 bestimmte die CDU Bremen ihn zum Nachfolger für den erkrankten Senator Hartmut Perschau (CDU) im Senat Scherf III, und am 8. September 2004  wurde er zum Bürgermeister und Senator für Wirtschaft und Häfen sowie Senator für Kultur in der Freien Hansestadt Bremen gewählt.

#### „Sektaffäre“ und Rücktritt
2005 geriet Gloystein in die Schlagzeilen, nachdem er am 11. Mai bei der Eröffnung eines Weinfestes in Bremen den Zuhörer Udo Oelschläger von der Bühne herab mit Sekt begossen hatte. Der Vorfall wurde von den Medien in Bildern dokumentiert, die Polizei nahm nach einer Strafanzeige des Begossenen wegen Beleidigung und Körperverletzung Ermittlungen auf, und einen Tag später trat Gloystein als Senator und Bürgermeister zurück. Sein Nachfolger als Wirtschaftssenator wurde Jörg Kastendiek (CDU) und als Bürgermeister Thomas Röwekamp (CDU).
Nach Angaben der Veranstalter hatte der Besucher zuvor mehrfach versucht, nach der Magnum-Sektflasche zu greifen. Gloystein hatte laut Zeugen grinsend den Sekt über dessen Kopf gegossen, mit dem Kommentar: „Hier, damit Du auch was zu trinken hast“. Nach seinen Angaben hatte dieser zunächst das Auftreten des Mannes fehlinterpretiert und wollte ihm Sekt in den Mund gießen, wie sein Sprecher gegenüber Medien erläuterte. Daraufhin hätte der Mann sich weggedreht und den Sekt über den Kopf bekommen. Zeugen widersprachen dieser Darstellung aber. Gloystein hatte sich direkt nach dem Vorfall bei dem Mann entschuldigt und soll ihm einen teuren Füllfederhalter als Wiedergutmachung angeboten haben. Am nächsten Morgen wurde von ihm über den Senatspressedienst des Landes Bremen eine öffentliche Entschuldigung verbreitet. Der Rücktritt erfolgte am Abend desselben Tages. Bürgermeister Henning Scherf sprach ihm für diese Entscheidung seinen Respekt aus. Zum Nachfolger von Gloystein nominierte die CDU Jörg Kastendiek.
Eine Woche nach dem Zwischenfall versöhnten sich Gloystein und das Opfer der Sektattacke bei einem privaten Treffen. Nachdem dieses die Anzeige zurückgezogen hatte, stellte die Staatsanwaltschaft das Verfahren gegen Gloystein ein.
In seinem Rücktrittsschreiben bedauerte Gloystein den Zwischenfall; mit seinem Rücktritt wolle er eine Belastung für Land und Regierung vermeiden. Gloystein verzichtete auf seine restlichen Gehaltsansprüche in Höhe von rund 65.000 Euro.

### Spätere Tätigkeit
Gloystein kehrte in die Wirtschaft zurück. Er ist als Unternehmensberater tätig mit den Schwerpunkten im Finanzbereich und im Kulturmanagement, bis 2008 in Bremen, danach in Düsseldorf. Die Beratungstätigkeit im Geschäft mit Unternehmensbeteiligungen (M & A) erfolgte zunächst hauptsächlich als Advisory Director der Investmentbank Lincoln International, Frankfurt/Chicago, von 2011 bis 2022 dann als Aufsichtsratsvorsitzender der Deutsche Mergers & Acquisitions AG, Düsseldorf, und von 2007 bis 2016 als Vorsitzer des Aufsichtsrats und bis 2018 als Vorsitzender des Beirats der Ratingagentur Scope in Berlin. Von 2018 bis Anfang 2022 arbeitete er im Projektgeschäft mit der Fakt AG in Essen und der SUNfarming-Gruppe in Erkner bei Berlin zusammen, er war bis 2023 Mitglied des Fachbeirats der Allistro Capital GmbH in Frankfurt am Main, einer Private-Equity-Gesellschaft, und seit 2022 Aufsichtsratsvorsitzender bei der DAIDALOS Investment Advisors GmbH. Seit 2014 ist er Vorsitzender des Kuratoriums des Johanniter Krankenhauses Bethesda in Mönchengladbach. Mitte 2023 beendete Peter Gloystein seine aktiv werbende Tätigkeit als Unternehmensberater, seine verbleibende gewerbliche Tätigkeit ist das DAIDALOS-Mandat.

### Weitere Mitgliedschaften
- Ehrenmitglied des Beirats des Fördervereins des Kulturprojekts Hombroich, Neuss 2022
- Vorsitzender des Freundeskreises des Teatro La Fenice e. V., Berlin
- Mitglied des Kuratoriums des Freundeskreises der Deutschen Oper am Rhein, Düsseldorf/Duisburg
- Fondazione Internationale Richard Wagner di Venezia Mitträgerin des Wagners Museum, Venedig, Vize-Präsident des Verwaltungsrats[18]

## Veröffentlichungen
- mit Henry Krägenau & Hans-Eckart Scharrer: Verbesserung der Bemessungsgrundlage für das Entwicklungshilfe-Steuergesetz. Eine Untersuchung im Auftrag des Bundesministeriums für Wirtschaft. HWWA-Institut für Wirtschaftsforschung, Hamburg 1973.
- Finanzierung des industriellen Strukturwandels durch die EG. Verlag Weltarchiv, Hamburg 1978, ISBN 3-87895-172-8.